# Erhvervsministre fra Danmark
Følgende har været  Erhvervsministre eller tilsvarende i Danmark:
| Handelsminister                                   | Parti                       | Tiltrædelse | Afgang     | Regeringer                                                                                        |
| ------------------------------------------------- | --------------------------- | ----------- | ---------- | ------------------------------------------------------------------------------------------------- |
| C.A. Bluhme                                       |                             | 22.03 1848  | 16.11 1848 | Ministeriet Moltke I                                                                              |
| Minister for Handel og Søfart                     | Parti                       | Tiltrædelse | Afgang     | Regeringer                                                                                        |
| Johan Hansen                                      | Venstre                     | 12.10.1908  | 28.10.1909 | Ministeriet Neergaard I, Ministeriet Holstein-Ledreborg                                           |
| Wilhelm Weimann                                   | Det Radikale Venstre        | 28.10.1909  | 05.07.1910 | Ministeriet Zahle I                                                                               |
| Oscar Bruun Muus                                  | Venstre                     | 05.07.1910  | 21.06.1913 | Ministeriet Klaus Berntsen                                                                        |
| Jens Hassing-Jørgensen                            | Det Radikale Venstre        | 21.06.1913  | 28.04.1914 | Ministeriet Zahle II                                                                              |
| Christopher Hage                                  | Det Radikale Venstre        | 28.04.1914  | 30.03.1920 | Ministeriet Zahle II                                                                              |
| Magnus Suenson                                    | Uden for partierne          | 30.03.1920  | 05.04.1920 | Ministeriet Otto Liebe                                                                            |
| H.P. Prior                                        | Uden for partierne          | 05.04.1920  | 05.05.1920 | Ministeriet M.P. Friis                                                                            |
| Tyge J. Rothe                                     | Venstre                     | 05.05.1920  | 09.10.1922 | Ministeriet Neergaard II                                                                          |
| Oluf Christian Krag                               | Venstre                     | 09.10.1922  | 10.10.1922 | Ministeriet Neergaard III                                                                         |
| Jørgen Christensen                                | Venstre                     | 10.10.1922  | 23.04.1924 | Ministeriet Neergaard III                                                                         |
| Thorvald Stauning                                 | Socialdemokratiet           | 23.04.1924  | 14.12.1926 | Ministeriet Thorvald Stauning I                                                                   |
| Marius Abel Nielsen Slebsager                     | Venstre                     | 14.12.1926  | 03.10.1928 | Ministeriet Madsen-Mygdal                                                                         |
| Thomas Madsen-Mygdal (ad interim)                 | Venstre                     | 03.10.1928  | 06.10.1928 | Ministeriet Madsen-Mygdal                                                                         |
| Johannes Pedersen Stensballe                      | Venstre                     | 06.10.1928  | 30.04.1929 | Ministeriet Madsen-Mygdal                                                                         |
| C.N. Hauge                                        | Socialdemokratiet           | 30.04.1928  | 04.11.1935 | Regeringen Thorvald Stauning II                                                                   |
| Johannes Kjærbøl                                  | Socialdemokratiet           | 04.11.1935  | 08.07.1940 | Regeringen Thorvald Stauning III, Regeringen Thorvald Stauning IV, Regeringen Thorvald Stauning V |
| John Christmas Møller                             | Det Konservative Folkeparti | 08.07.1940  | 03.10.1940 | Regeringen Thorvald Stauning V                                                                    |
| Halfdan Hendriksen                                | Det Konservative Folkeparti | 03.10.1940  | 05.05.1945 | Regeringen Thorvald Stauning VI, Regeringen Vilhelm Buhl I, Regeringen Scavenius                  |
| Vilhelm Fibiger                                   | Det Konservative Folkeparti | 05.05.1945  | 07.11.1945 | Regeringen Vilhelm Buhl II                                                                        |
| Jens Villemoes                                    | Venstre                     | 07.11.1945  | 06.09.1947 | Regeringen Knud Kristensen                                                                        |
| Jens Otto Krag                                    | Socialdemokratiet           | 13.11.1947  | 16.09.1950 | Regeringen Hans Hedtoft I                                                                         |
| H.C. Hansen                                       | Socialdemokratiet           | 16.09.1950  | 30.10.1950 | Regeringen Hans Hedtoft I                                                                         |
| Ove Weikop                                        | Det Konservative Folkeparti | 30.10.1950  | 13.09.1951 | Regeringen Erik Eriksen                                                                           |
| Aage L. Rytter                                    | Det Konservative Folkeparti | 13.09.1951  | 30.09.1953 | Regeringen Erik Eriksen                                                                           |
| Lis Groes                                         | Socialdemokratiet           | 30.09.1953  | 28.05.1957 | Regeringen Hans Hedtoft II, Regeringen H.C. Hansen I                                              |
| Minister for handel, håndværk, industri og søfart | Parti                       | Tiltrædelse | Afgang     | Regeringer                                                                                        |
| Kjeld Philip                                      | Det Radikale Venstre        | 30.09.1957  | 31.03.1960 | Regeringen H.C. Hansen II, Regeringen Viggo Kampmann I                                            |
| Lars P. Jensen                                    | Socialdemokratiet           | 31.03.1960  | 07.09.1961 | Regeringen Viggo Kampmann I, Regeringen Viggo Kampmann II                                         |
| Hilmar Baunsgaard                                 | Det Radikale Venstre        | 07.09.1961  | 26.09.1964 | Regeringen Viggo Kampmann II, Regeringen Jens Otto Krag I                                         |
| Lars P. Jensen                                    | Socialdemokratiet           | 26.09.1964  | 21.09.1966 | Regeringen Jens Otto Krag II                                                                      |
| Tyge Dahlgaard                                    | Socialdemokratiet           | 21.09.1966  | 01.10.1967 | Regeringen Jens Otto Krag II                                                                      |
| Ove Hansen                                        | Socialdemokratiet           | 01.10.1967  | 02.02.1968 | Regeringen Jens Otto Krag II                                                                      |
| Knud Thomsen                                      | Det Konservative Folkeparti | 02.02.1968  | 11.10.1971 | Regeringen Hilmar Baunsgaard                                                                      |
| Erling Jensen                                     | Socialdemokratiet           | 11.10.1971  | 06.12.1973 | Regeringen Jens Otto Krag III, Regeringen Anker Jørgensen I                                       |
| Poul Nyboe Andersen                               | Venstre                     | 06.12.1973  | 29.01.1975 | Regeringen Poul Hartling                                                                          |
| Erling Jensen                                     | Socialdemokratiet           | 29.01.1975  | 08.09.1976 | Regeringen Anker Jørgensen II                                                                     |
| Per Hækkerup                                      | Socialdemokratiet           | 08.09.1976  | 26.02.1977 | Regeringen Anker Jørgensen II                                                                     |
| Ivar Nørgaard                                     | Socialdemokratiet           | 0.0.19      | 30.08.1978 | Regeringen Anker Jørgensen II                                                                     |
| Arne Christiansen                                 | Venstre                     | 30.08.1978  | 26.10.1979 | Regeringen Anker Jørgensen III                                                                    |
| Industriminister                                  | Parti                       | Tiltrædelse | Afgang     | Regeringer                                                                                        |
| Erling Jensen                                     | Socialdemokratiet           | 26.10.1979  | 10.09.1982 | Regeringen Anker Jørgensen IV, Regeringen Anker Jørgensen V                                       |
| Ib Stetter                                        | Det Konservative Folkeparti | 10.09.1982  | 12.03.1986 | Regeringen Poul Schlüter I                                                                        |
| Nils Wilhjelm                                     | Det Konservative Folkeparti | 12.03.1986  | 02.12.1989 | Regeringen Poul Schlüter I, Regeringen Poul Schlüter II                                           |
| Anne Birgitte Lundholt                            | Det Konservative Folkeparti | 02.12.1989  | 25.01.1993 | Regeringen Poul Schlüter III, Regeringen Poul Schlüter IV                                         |
| Jan Trøjborg                                      | Socialdemokratiet           | 25.01.1993  | 28.01.1994 | Regeringen Poul Nyrup Rasmussen I                                                                 |
| Mimi Jakobsen                                     | Centrum-Demokraterne        | 28.01.1994  | 27.09.1994 | Regeringen Poul Nyrup Rasmussen I                                                                 |
| Erhvervsminister                                  | Parti                       | Tiltrædelse | Afgang     | Regeringer                                                                                        |
| Mimi Jakobsen                                     | Centrum-Demokraterne        | 27.09.1994  | 30.12.1996 | Regeringen Poul Nyrup Rasmussen II                                                                |
| Jan Trøjborg                                      | Socialdemokratiet           | 30.12.1996  | 23.03.1998 | Regeringen Poul Nyrup Rasmussen III                                                               |
| Pia Gjellerup                                     | Socialdemokratiet           | 23.03.1998  | 21.12.2000 | Regeringen Poul Nyrup Rasmussen IV                                                                |
| Ole Stavad                                        | Socialdemokratiet           | 21.12.2000  | 27.11.2001 | Regeringen Poul Nyrup Rasmussen IV                                                                |
| Bendt Bendtsen                                    | Det Konservative Folkeparti | 27.11.2001  | 10.09.2008 | Regeringen Anders Fogh Rasmussen I, II og III                                                     |
| Lene Espersen                                     | Det Konservative Folkeparti | 10.09.2008  | 23.02.10   | Regeringen Anders Fogh Rasmussen III og Regeringen Lars Løkke Rasmussen I                         |
| Brian Mikkelsen                                   | Det Konservative Folkeparti | 23.02.2010  | 03.10.2011 | Regeringen Lars Løkke Rasmussen I                                                                 |
| Erhvervs- og vækstminister                        | Parti                       | Tiltrædelse | Afgang     | Regeringer                                                                                        |
| Ole Sohn                                          | Socialistisk Folkeparti     | 03.10.2011  | 16.10.2012 | Regeringen Helle Thorning-Schmidt I                                                               |
| Annette Vilhelmsen                                | Socialistisk Folkeparti     | 16.10.2012  | 09.08.2013 | Regeringen Helle Thorning-Schmidt I                                                               |
| Henrik Sass Larsen                                | Socialdemokratiet           | 09.08.2013  | 28.06.2015 | Regeringen Helle Thorning-Schmidt I, Regeringen Helle Thorning-Schmidt II                         |
| Troels Lund Poulsen                               | Venstre                     | 28.06.2015  | 28.11.2016 | Regeringen Lars Løkke Rasmussen II                                                                |
| Brian Mikkelsen                                   | Konservative Folkeparti     | 28.11.2016  | Nuværende  | Regeringen Lars Løkke Rasmussen III                                                               |
| Handels- og investeringsminister                  | Parti                       | Tiltrædelse | Afgang     | Regeringer                                                                                        |
| Pia Olsen Dyhr                                    | Socialistisk Folkeparti     | 03.10.2011  | 09.08.2013 | Regeringen Helle Thorning-Schmidt I                                                               |
| Handels- og Europaminister                        | Parti                       | Tiltrædelse | Afgang     | Regeringer                                                                                        |
| Nick Hækkerup                                     | Socialdemokratiet           | 09.08.2013  | 03.02.2014 | Regeringen Helle Thorning-Schmidt I                                                               |
| Handels- og udviklingsminister                    | Parti                       | Tiltrædelse | Afgang     | Regeringer                                                                                        |
| Mogens Jensen                                     | Socialdemokratiet           | 03.02.2014  | 28.06.2015 | Regeringen Helle Thorning-Schmidt II                                                              |

Listen er ikke udtømmende.
 Der er for få eller ingen kildehenvisninger i denne artikel, hvilket er et problem. Du kan hjælpe ved at angive troværdige kilder til de påstande, som fremføres i artiklen.